# Заларинский район
Залари́нский райо́н — административно-территориальное образование (район) и муниципальное образование (муниципальный район) в Иркутской области России.
Административный центр — посёлок городского типа Залари.

## Границы
Граничит с Зиминским, Тулунским, Нукутским, Аларским, Черемховским районами Иркутской области и Республикой Бурятия.

## История
В апреле 1941 года часть территории Заларинского района была передана в новый Голуметский район. 7 февраля 1945 года 11 сельсоветов Заларинского района были переданы в новый Тыретский район. 17 апреля 1959 года Тыретский район был присоединён к Заларинскому району обратно.

## Население
| 2002    | 2009    | 2010    | 2011    | 2012    | 2013    |
| ------- | ------- | ------- | ------- | ------- | ------- |
| 32 010  | ↘31 935 | ↘28 229 | ↘28 186 | ↗28 247 | ↘28 115 |
| 2014    | 2015    | 2016    | 2017    | 2021    |         |
| ↘28 038 | ↘27 922 | ↗27 943 | ↗27 958 | ↘26 549 |         |

### Урбанизация
В городских условиях (посёлки городского типа Залари и Тыреть 1-я) проживают 50,63 % населения района.

### Национальный состав
2002 год:
Русские 29120 чел. (90,97%)
Татары 1071 чел. (3,34%)
Украинцы 753 чел. (2,35%)
Буряты 296 чел. (0,92%)
Всего 32010 чел.(указавших национальность)
2010 год:
Русские 25977 чел. (92,5%)
Татары 794 чел. (2,82%)
Украинцы 479 чел. (1,7%)
Буряты 250 чел. (0,81%)
Всего 28081 чел.(указавших национальность)
2021 год:
Русские 24587 чел. (94,42%)
Татары 487 чел. (1,87%)
Буряты 307 чел. (1,17%)
Украинцы 206 чел. (0,79%)
Всего 26039 чел.(указавших национальность)

## Муниципально-территориальное устройство
В муниципальный район входят 15 муниципальных образований, в том числе 2 городских поселения и 13 сельских поселений:
| №        | Муниципальное образование | Административный центр     | Количество населённых пунктов | Население (чел.) | Площадь (км²) |
| -------- | ------------------------- | -------------------------- | ----------------------------- | ---------------- | ------------- |
| 1e-06    | Городские поселения       |                            |                               |                  |               |
| 1        | Заларинское               | рабочий посёлок Залари     | 2                             | ↗9590            | 24,20         |
| 2        | Тыретское                 | рабочий посёлок Тыреть 1-я | 3                             | ↗4015            | 11,55         |
| 2.000002 | Сельские поселения        |                            |                               |                  |               |
| 3        | Бабагайское               | село Бабагай               | 5                             | ↘928             | 317,84        |
| 4        | Бажирское                 | село Бажир                 | 6                             | ↗1265            | 258,01        |
| 5        | Веренское                 | село Веренка               | 3                             | ↗978             | 269,81        |
| 6        | Владимирское              | село Владимир              | 3                             | ↗1025            | 21,33         |
| 7        | Моисеевское               | село Моисеевка             | 7                             | ↘1897            | 482,78        |
| 8        | Мойганское                | село Мойган                | 7                             | ↘1178            | 270,69        |
| 9        | Новочеремховское          | село Новочеремхово         | 6                             | ↘603             | 262,63        |
| 10       | Семёновское               | село Семёновское           | 3                             | ↘915             | 168,42        |
| 11       | Троицкое                  | село Троицк                | 8                             | ↘2150            | 227,69        |
| 12       | Ханжиновское              | село Ханжиново             | 2                             | →1185            | 229,66        |
| 13       | Холмогойское              | село Холмогой              | 3                             | ↘965             | 141,27        |
| 14       | Хор-Тагнинское            | село Хор-Тагна             | 9                             | ↘965             | 2961,55       |
| 15       | Черемшанское              | село Черемшанка            | 4                             | ↘299             | 1970,06       |

### Населённые пункты
В Заларинском районе 71 населённый пункт.
| №  | Населённый пункт | Тип              | Население | Муниципальное образование                  |
| -- | ---------------- | ---------------- | --------- | ------------------------------------------ |
| 1  | Бабагай          | село             | →466      | Бабагайское муниципальное образование      |
| 2  | Багантуй         | деревня          | ↘28       | Бажирское муниципальное образование        |
| 3  | Бажир            | село             | ↗494      | Бажирское муниципальное образование        |
| 4  | Бахвалово        | участок          | ↘0        | Хор-Тагнинское муниципальное образование   |
| 5  | Березкина        | деревня          | ↗181      | Моисеевское муниципальное образование      |
| 6  | Благодатный      | участок          | ↘191      | Моисеевское муниципальное образование      |
| 7  | Большая Заимка   | деревня          | ↗298      | Моисеевское муниципальное образование      |
| 8  | Большой Карлук   | деревня          | ↘9        | Новочеремховское муниципальное образование |
| 9  | Бухарова         | деревня          | →37       | Новочеремховское муниципальное образование |
| 10 | Веренка          | село             | →768      | Веренское муниципальное образование        |
| 11 | Верхний          | участок          | ↗51       | Моисеевское муниципальное образование      |
| 12 | Владимир         | село             | ↗908      | Владимирское муниципальное образование     |
| 13 | Горячий Ключ     | деревня          | ↘16       | Владимирское муниципальное образование     |
| 14 | Дагник           | участок          | ↘64       | Хор-Тагнинское муниципальное образование   |
| 15 | Делюр            | посёлок ж.д. ст. | ↘39       | Тыретское муниципальное образование        |
| 16 | Дмитриевка       | деревня          | ↗87       | Троицкое муниципальное образование         |
| 17 | Жизневка         | участок          | ↘97       | Бабагайское муниципальное образование      |
| 18 | Заблагар         | деревня          | ↘246      | Троицкое муниципальное образование         |
| 19 | Залари           | рабочий посёлок  | ↗9879     | Заларинское муниципальное образование      |
| 20 | Замазчикова      | заимка           | ↘97       | Троицкое муниципальное образование         |
| 21 | Илганское        | село             | ↘203      | Бажирское муниципальное образование        |
| 22 | Исаковка         | деревня          | →15       | Бабагайское муниципальное образование      |
| 23 | Каратаева        | деревня          | ↘28       | Мойганское муниципальное образование       |
| 24 | Кирхай           | участок          | ↘70       | Мойганское муниципальное образование       |
| 25 | Корсунгай        | деревня          | →150      | Семёновское муниципальное образование      |
| 26 | Красное Поле     | деревня          | ↗245      | Бажирское муниципальное образование        |
| 27 | Ленденева        | деревня          | ↗18       | Новочеремховское муниципальное образование |
| 28 | Мамуркова        | заимка           | →43       | Тыретское муниципальное образование        |
| 29 | Мариинск         | участок          | ↘219      | Бабагайское муниципальное образование      |
| 30 | Мейеровка        | участок          | ↘191      | Семёновское муниципальное образование      |
| 31 | Минеева          | деревня          | →195      | Новочеремховское муниципальное образование |
| 32 | Моисеевка        | село             | ↘615      | Моисеевское муниципальное образование      |
| 33 | Мойган           | село             | ↘515      | Мойганское муниципальное образование       |
| 34 | Московская       | деревня          | ↗68       | Бажирское муниципальное образование        |
| 35 | Мостовка         | участок          | ↘39       | Троицкое муниципальное образование         |
| 36 | Муруй            | деревня          | ↗142      | Бабагайское муниципальное образование      |
| 37 | Мягчинский       | участок          | ↘21       | Мойганское муниципальное образование       |
| 38 | Николаевский     | участок          | ↗133      | Ханжиновское муниципальное образование     |
| 39 | Новометелкина    | деревня          | ↘15       | Черемшанское муниципальное образование     |
| 40 | Новочеремхово    | село             | ↘314      | Новочеремховское муниципальное образование |
| 41 | Окинские Сачки   | деревня          | →0        | Хор-Тагнинское муниципальное образование   |
| 42 | Первое Мая       | участок          | →26       | Моисеевское муниципальное образование      |
| 43 | Пихтинский       | участок          | →113      | Хор-Тагнинское муниципальное образование   |
| 44 | Правый Сарам     | участок          | →0        | Хор-Тагнинское муниципальное образование   |
| 45 | Ремезовский      | участок          | ↗73       | Новочеремховское муниципальное образование |
| 46 | Романенкина      | деревня          | ↘259      | Мойганское муниципальное образование       |
| 47 | Романова         | деревня          | ↗231      | Холмогойское муниципальное образование     |
| 48 | Семёновское      | село             | ↗584      | Семёновское муниципальное образование      |
| 49 | Сенная Падь      | деревня          | ↘98       | Холмогойское муниципальное образование     |
| 50 | Сорты            | деревня          | ↘598      | Троицкое муниципальное образование         |
| 51 | Среднепихтинский | участок          | ↗100      | Хор-Тагнинское муниципальное образование   |
| 52 | Тагна            | деревня          | ↗595      | Моисеевское муниципальное образование      |
| 53 | Таёжный          | участок          | ↘10       | Хор-Тагнинское муниципальное образование   |
| 54 | Троицк           | село             | ↗929      | Троицкое муниципальное образование         |
| 55 | Тунгуй           | деревня          | ↗177      | Бажирское муниципальное образование        |
| 56 | Тыреть 1-я       | рабочий посёлок  | ↘3564     | Тыретское муниципальное образование        |
| 57 | Тыреть 2-я       | деревня          | ↘274      | Веренское муниципальное образование        |
| 58 | Халты            | участок          | ↗203      | Мойганское муниципальное образование       |
| 59 | Халярты          | блок-пост        | ↘12       | Заларинское муниципальное образование      |
| 60 | Ханжиново        | село             | ↘1088     | Ханжиновское муниципальное образование     |
| 61 | Харагун          | деревня          | →2        | Черемшанское муниципальное образование     |
| 62 | Холмогой         | село             | ↗691      | Холмогойское муниципальное образование     |
| 63 | Хор-Бутырина     | участок          | ↗9        | Черемшанское муниципальное образование     |
| 64 | Хор-Тагна        | село             | ↗698      | Хор-Тагнинское муниципальное образование   |
| 65 | Хотхор           | деревня          | ↗72       | Владимирское муниципальное образование     |
| 66 | Чаданова         | деревня          | ↘94       | Мойганское муниципальное образование       |
| 67 | Черемшанка       | село             | ↗321      | Черемшанское муниципальное образование     |
| 68 | Шабалина         | заимка           | ↘30       | Троицкое муниципальное образование         |
| 69 | Шарагул-Сачки    | участок          | →0        | Хор-Тагнинское муниципальное образование   |
| 70 | Щеглаева         | деревня          | →5        | Веренское муниципальное образование        |
| 71 | Щербакова        | заимка           | ↘175      | Троицкое муниципальное образование         |

## Транспортная инфраструктура
Территорию района пересекает Транссибирская железнодорожная магистраль и федеральная автомобильная дорога Р255 «Сибирь» Красноярск — Иркутск, а также железнодорожная ветка Залари — Нукуты, по которой совершаются перевозки гипса.

## Экономика
Доля промышленного производства в экономике района составляет около половины.
Основное промышленное предприятие — ОАО «Тыретский Солерудник», ведущий добычу и переработку каменной соли.
На территории района расположены Тарасовский угольный разрез и Каратаевский угольный карьер.
Действуют также предприятия пищевой промышленности ООО «Заларинский колбасный цех», ПО «Заларинский хлебозавод», ООО «Троицкий хлебозавод», ООО «Глория».

## Ресурсы
Для района характерны большие запасы каменного угля (два месторождения) и соли. Уголь залегает близко к поверхности и разрабатывается открытым способом, что существенно снижает себестоимость продукции.
В составе земель района 68,8 % территории района находится под лесными землями, 17,8 % занимают сельскохозяйственные угодья, на болота приходится 5,4 %, водные объекты — 0,7 %. Доля непродуктивных земель составляет 7,1 % от площади района. Под дорогами занято 0,24 % территории района.
Лесосырьевые ресурсы района составляют 72,7 млн м³, хвойные — 85,2 %.

## Учреждения образования
Система образования района включает:
- 21 средних и основных школы,
- 16 малокомплектных школы,
- 19 детских садов,
- спортивную школу,
- оздоровительный лагерь «Орленок»,
- профессионально-техническое училище,
- детский дом творчества.

## Учреждения здравоохранения
Структура здравоохранения Заларинского района:
- ЦРБ
- Поликлиника
- Филиал ЦРБ в пгт. Тырети
- 28 фельдшерско-акушерских пунктов
- 6 амбулаторий.

Отмечается недоукомплектованность врачами.